# Иванов, Леонид Ликарионович
Леони́д Ликарио́нович Иванов (15 [27] апреля 1877, Оса, Пермская губерния — 30 июня 1946, Днепропетровск) — российский минералог, кристаллограф, профессор Днепропетровского горного института, руководитель геолого-минералогических экспедиций, член Всероссийского минералогического общества.

## Биография
Родился 15 (27) апреля 1877 года в городе Оса (Пермская губерния) в семье уездного казначея надворного советника (позднее коллежского советника) Ликариона Андреевича Иванова (ум. 13.05.1888 г.) и его жены Евдокии Ивановны (дочери оханского купца И. Г. Костарева).
Начальное образование получил в Пермской гимназии.
В 1897 году поступил в Харьковский университет, а в 1899 году перевёлся на Физико-математический факультет Императорского Московского университета, который окончил в 1902 году. Был учеником В. И. Вернадского и его пригласили остаться при Кафедре минералогии для научной и педагогической работы.
В 1904 году перевёлся в Киевский политехнический институт на Кафедру минералогии и кристаллографии и по совместительству был назначен заведующим минералогическим музеем. В том же году читал курс минералогии и кристаллографии на Киевских высших женских курсах.
После сдачи экзаменов на степень магистра минералогии и геогнозии в 1908 году был избран профессором минералогии Екатеринославского высшего горного училища, где проработал всю оставшуюся жизнь.
В 1909 году совершил поездку в Германию с научной целью.
Руководил геолого-минералогическими экспедициями на Новую Землю, Волынь, в Мариуполь и др. В Рудно-петрографическом музее ИГЕМ РАН хранится коллекция, собранная Л. Л. Ивановым во время экспедиции на Новую Землю в 1912 году.
В 1914—1915 годах провёл ряд исследований геологических профилей и разрезов в районе рек Днепр и Мокрая Сура для последующего проведения работ по железнодорожным линиям, тоннелям и строительству мостов.
С 1915 года участвовал в создании Высших женских курсов в Екатеринославе, впоследствии реорганизованных в ИНО и университет, где до конца жизни читал лекции.
С 1929 года состоял руководителем Секции минералогии Научно-исследовательского института при Днепропетровском университете.
За 38 лет работы в институте подготовил многочисленные кадры работников в области геологии, минералогии и смежных специальностей. Принимал активное участие в общественной жизни не только института, но и города. Часто выступал на совещаниях, научных съездах и конгрессах.
Много времени уделял изучению минералов: известно, что только в одной Екатеринославской губернии он обнаружил 237 минералов и их разновидностей.
Скончался 30 июня 1946 года в Днепропетровске.

## Публикации

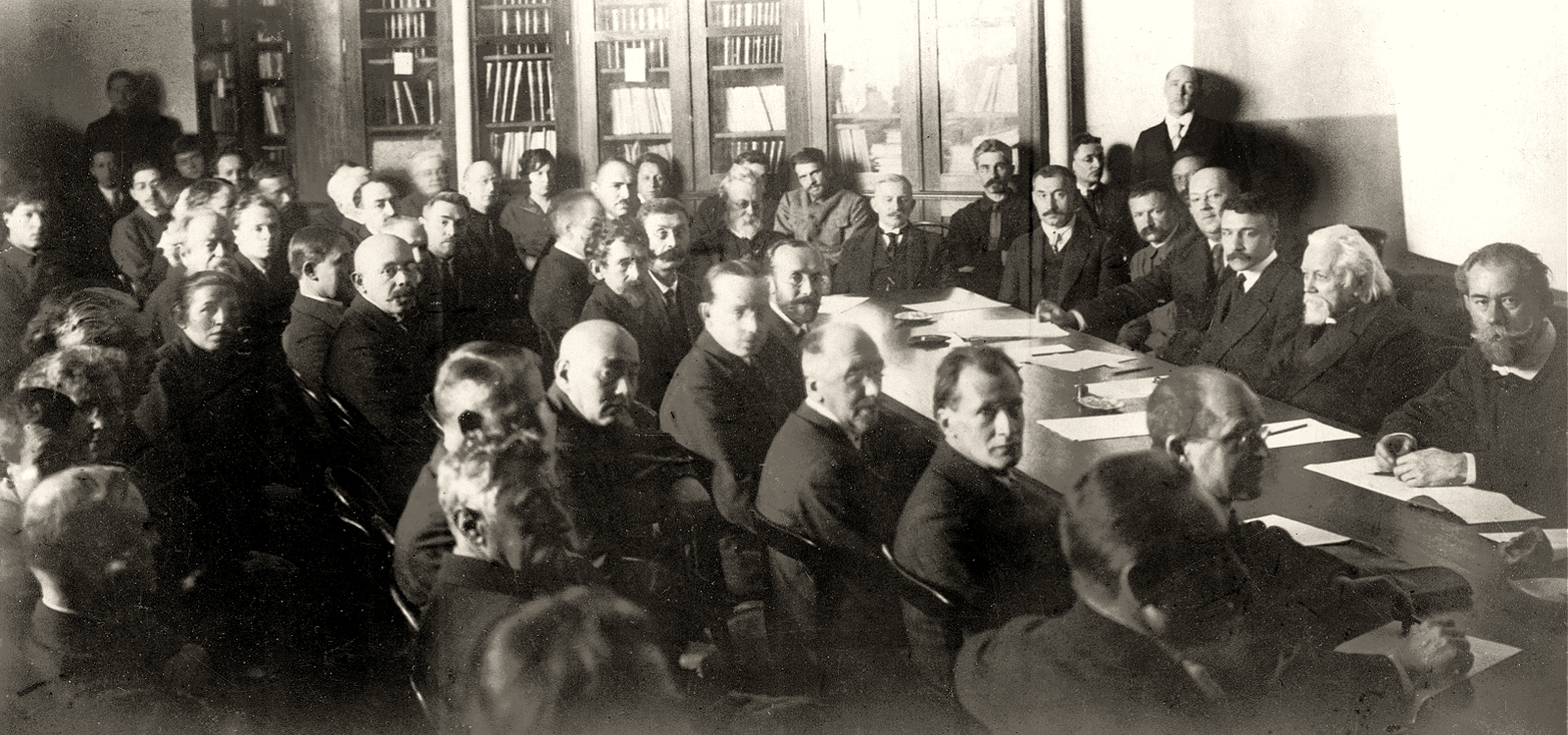
На Всесоюзном минералогическом совещании, 1927 (справа)

Профессором Л. Л. Ивановым написано 43 работы — это сводная статья-монография из двух частей «Минералогия юго-восточной Украины», опубликованная в Сборнике трудов Днепропетровского университета, 10 учебных пособий и практикумов по минералогии: «Короткий курс минералогии», «Определитель минералов по внешним признакам» (4 издания, одно на украинском языке), «Определитель минералов по внешним признакам. Таблицы», «Краткие обзорные таблицы минералов», «Определитель главнейших магматических горных пород без помощи микроскопа», «Определитель горных пород по внешним признакам» (на русском и украинском языках), а также статьи в журналах («Известия Академии наук СССР», «Геологический вестник», «Минеральное сырьё», «Бюллетень Московского общества испытателей природы», «Природа», «Южный Инженер» и др.) и в сборниках научных трудов.
В своих статьях Л. Л. Иванов касался различных вопросов геологии: изучения минералогии пегматитов и месторождений топаза Волыни, горных пород окрестностей Днепропетровска, медных рудников на Новой Земле, Бахмутских соляных копей и даже химико-микроскопического анализа метеоритов.